# Detlef Lohse
Detlef Lohse (Hamburgo, 15 de setembro de 1963) é um físico alemão, professor da Universidade de Twente no departamento de física de fluidos
.

## Biografia
Lohse graduou-se em física em 1989 na Universidade de Bonn, com um doutorado em 1992 na Universidade de Marburgo. Esteve no pós-doutorado de 1993 a 1995 na Universidade de Chicago, é desde 1998 professor de física dos fluidos da Universidade de Twente.
É desde 2005 membro da Academia Real das Artes e Ciências dos Países Baixos, desde 2017 membro da Academia Nacional de Engenharia dos Estados Unidos e membro da American Physical Society.

## Reconhecimentos
- Prêmio Spinoza 2005
- Prêmio Batchelor 2012
- Prêmio Dinâmica dos Fluidos 2017
- Prêmio Balzan 2018
- Medalha Max Planck 2019